# Short Sealand
Lo Short Sealand fu un aereo anfibio da trasporto passeggeri, bimotore e monoplano ad ala alta, sviluppato dall'azienda aeronautica britannica Short Brothers nella seconda metà degli anni quaranta del XX secolo, e prodotto in piccola serie.

## Storia del progetto

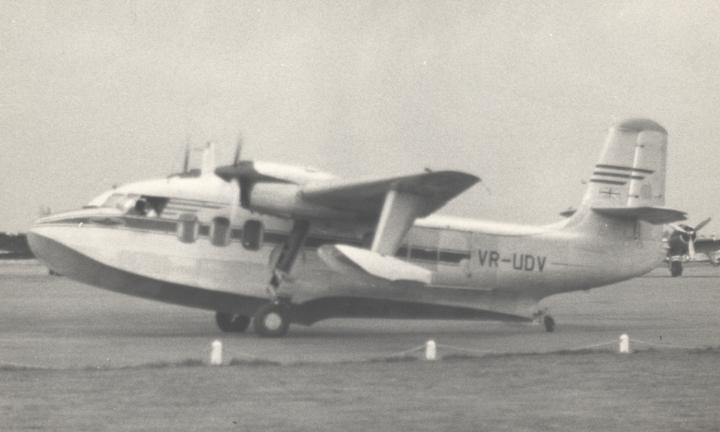
Lo Shorts SA.6 Sealand VR-UDV della Shell Petroleum fotografato sull'aeroporto di Blackbushe nel 1954.

Per fare concorrenza allo statunitense Grumman G-73 Mallard sul mercato degli aerei anfibi, l'ufficio tecnico della Short Brothers di Belfast, sotto la direzione dell'ingegnere C.T.P. Lipscomb, sviluppò il progetto SA.6 designato Sealand.
Il prototipo (G-AIVX) fu messo in acqua per la prima volta in configurazione idrovolante il 19 gennaio 1948, e volò per la prima volta nelle mani del capo collaudatore Harold Piper, sul Belfast Lough, il 22 dello stesso mese. Dopo due voli fu trasformato in anfibio e come tale venne esposto al salone di Farnborough di quell'anno. La messa a punto del velivolo fu piuttosto laboriosa e portò all'abbassamento dei motori, che inizialmente erano completamente sopra l'ala, al conseguente montaggio di eliche di diametro inferiore per mantenere la distanza dall'acqua e a modifiche al disegno dello scafo. Nonostante questi interventi, il comportamento generale, specialmente in acqua, restò insoddisfacente e per questo l'anfibio non superò le prove del Marine Aircraft Establishment di Felixstowe che avrebbero dovuto aprire la porta ad una commessa governativa per l'impiego nella ricerca e soccorso in mare da parte della Royal Navy. Seguirono altre modifiche ancora allo scafo ed alle ali, la cui apertura fu aumentata di 76,2 cm e che furono dotate di alette di scorrimento. 
Il prototipo (G-AIVX) rimase in carico alla Short per uso aziendale, spesso utilizzato senza alette e galleggianti per aumentare il suo carico utile, e venne poi demolito nell'aprile 1955, alla scadenza del suo certificato di aeronavigabilità.

## Descrizione tecnica
Lo Short SA.6 Sealand era una macchina di concezione abbastanza convenzionale per l'epoca. Di costruzione interamente metallica, aveva scafo galleggiante a doppio gradino, mentre i due galleggianti stabilizzatori erano posizionati sotto l'ala, all'esterno delle gondole motori. L'ala alta ospitava i due propulsori in linea De Havilland Gipsy Queen Mk.70-3, a 6 cilindri raffreddati ad aria, eroganti la potenza nominale di 345 cavalli ciascuno. Ognuno di essi azionava un'elica tripala metallica, o lignea, De Havilland di 2,29 m di diametro. La cabina di pilotaggio ospitava i due piloti seduti su seggiolini affiancati, mentre quella passeggeri poteva contenere da cinque a sette persone. Il carrello d'atterraggio era triciclo posteriore retrattile, con ruotino di coda anch'esso completamente retrattile.

## Impiego operativo

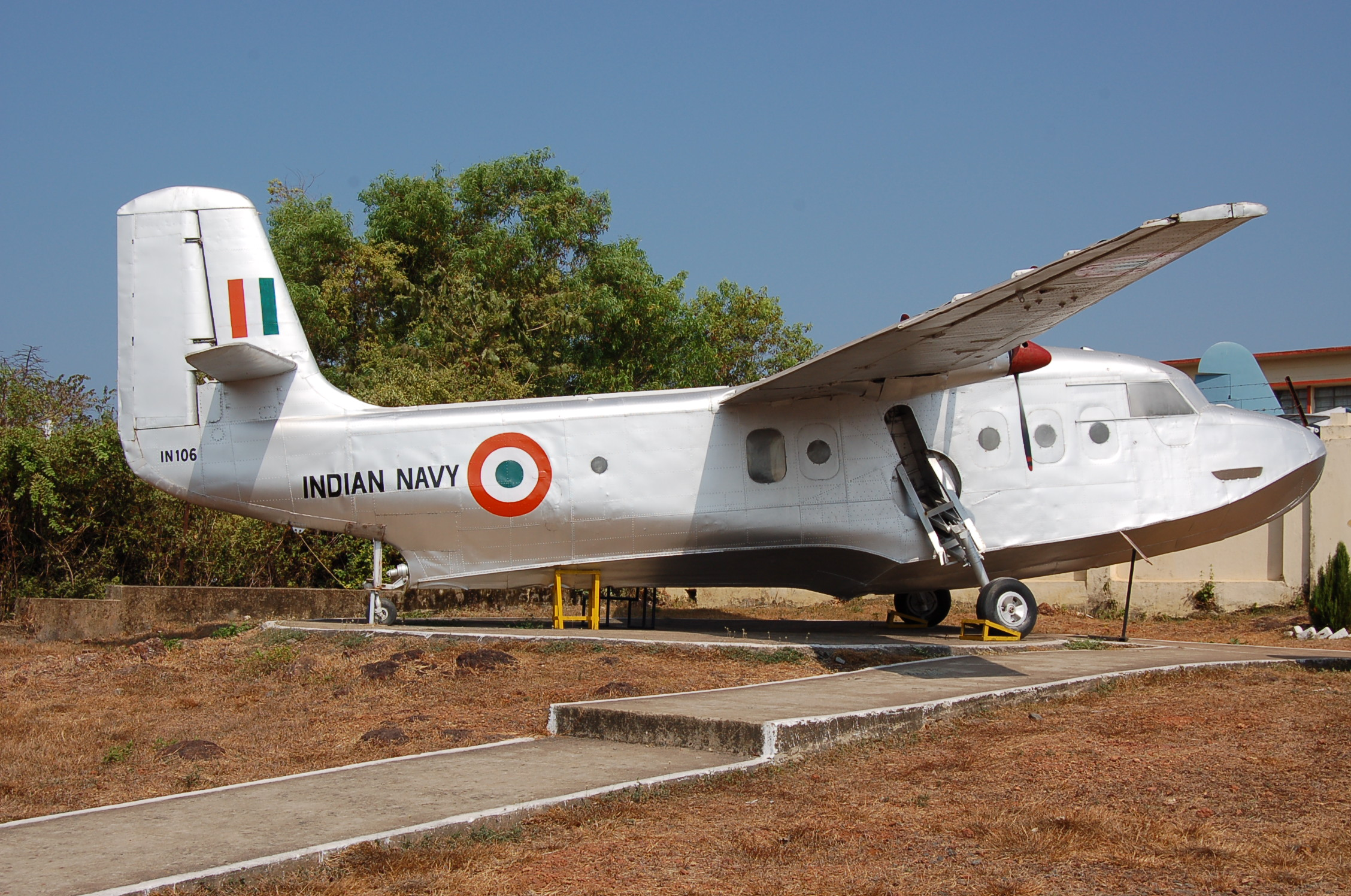
Lo Shorts SA.6 Sealand 1L conservato presso l'Indian Naval Museum, di Vasco da Gama, Goa, in India.

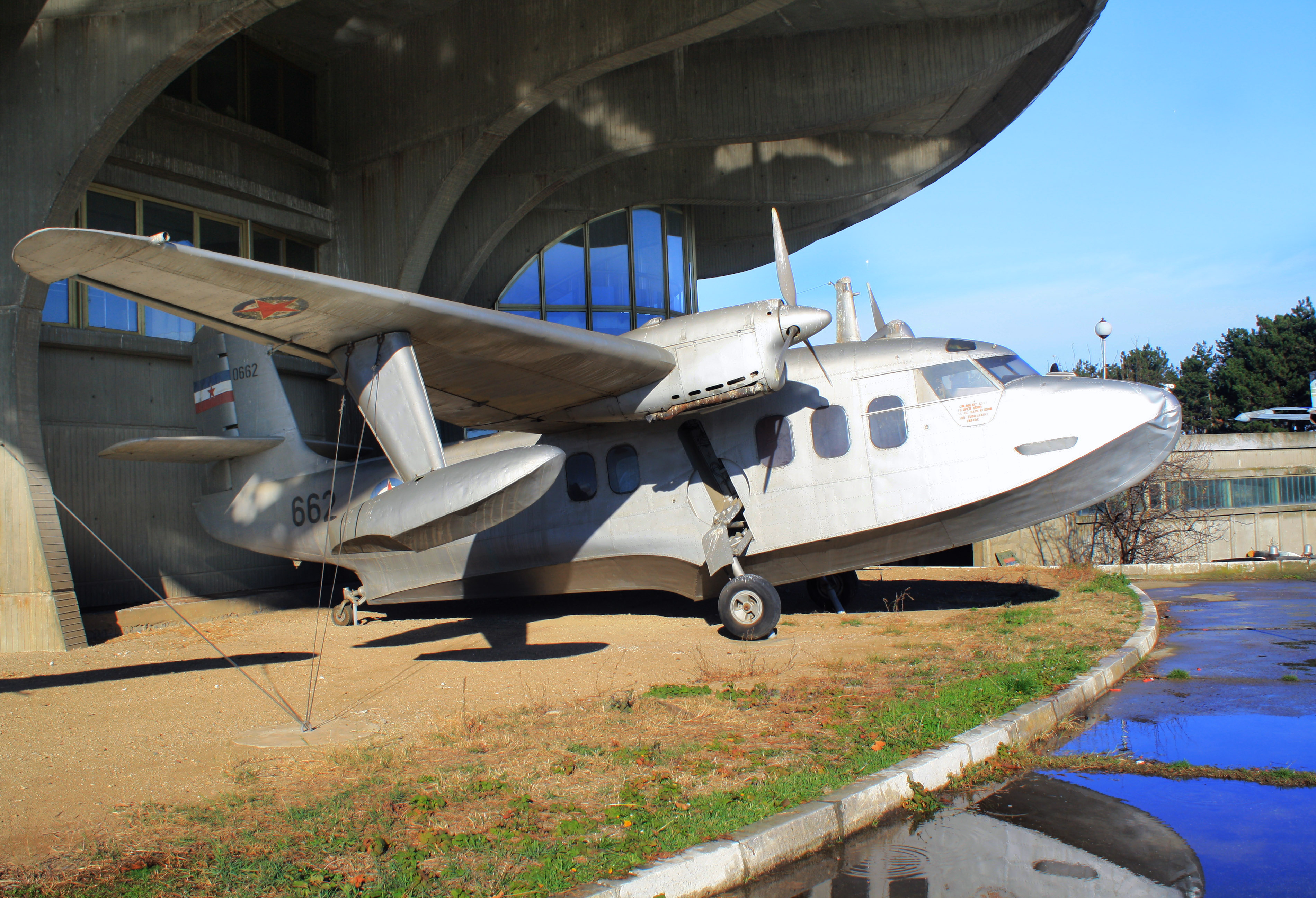
Lo Shorts SA.6 Sealand 1F della Jugoslovensko ratno vazduhoplovstvo i protivvazdušna odbrana conservato presso il Museo dell'Aeronautica di Belgrado.

Il primo esemplare di preproduzione, che andò perso tre mesi più tardi durante una presentazione in Norvegia, volò per la prima volta il 28 luglio 1949 e gli altri tre esemplari furono subito ordinati dalla British West Indian Airways (BWIA) che successivamente annullò la commessa. Nonostante simili premesse il Sealand fu il primo aereo commerciale inglese post-bellico ad essere venduto negli USA, infatti un esemplare fu comprato dalla Christian & Missionary Alliance di New York che lo usò dal 1950 in Indonesia quando venne sostituito da un secondo esemplare che, basato in Nuova Guinea, servì lì fino al 1955. Due Sealand furono venduti in Norvegia in configurazione idrovolante (Sealand 3) e con arredamento per otto passeggeri, vennero impiegati fino al 1976 e quindi venduti in Svezia. Altri due Sealand anfibi (Sealand 1F) vennero acquistati dalla compagnia di bandiera jugoslava JAT servendo per un certo periodo fino a che non furono acquistati dall'aviazione militare. L'unico Sealand 1G egiziano era in configurazione da trasporto VIP e venne successivamente ceduto alla Royal Saudi Air Force. La Shell Petroleum ebbe nella sua flotta tre Sealand con cui operò per quasi 10 anni. Un Sealand 1G fu usato dall'inglese Ralli Brothers nelle piantagioni del Bengala.

### India
La Marina militare dell'India ordinò 10 Sealand 1L nel 1952, con richieste specifiche che comprendevano doppi comandi, maggiore capacità di carburante e motori De Havilland Gipsy Queen 70-4 più potenti. Tutti e dieci i velivoli furono consegnati tra gennaio e ottobre 1953, destinati all'addestramento, a missioni di ricerca e soccorso in mare, e alla sorveglianza delle zone di pesca, venendo radiati definitivamente dal servizio nel 1964, dopo 12 anni, avendo salvato almeno 1 000 vite umane.

### Jugoslavia
Nell'ottobre del 1951, in base al programma di assistenza militare per la difesa reciproca stipulato tra l'Occidente e la Jugoslavia, la Jugoslovensko ratno vazduhoplovstvo i protivvazdušna odbrana si dotò di due velivoli di questo tipo. Acquistati ufficiosamente dalla compagnia di bandiera JAT, con matricola civile, appena consegnati ricevettero matricole militari ed entrarono in servizio nel Centro sperimentale, dove furono sottoposti a valutazione, e poi assegnati alla 122ª Sezione idrovolanti. Nel JRV gli aerei rimasero in servizio fino alla fine del 1962, quando furono demoliti, totalizzando 1.510 ore di volo.

### Incidenti
Lo Short SA.6 Sealand Mk.1 (immatricolazione G-AKLM c/n 1562) appartenente alla Short Brothers & Harland Ltd., di Belfast, Irlanda del Nord, venne impegnato in un tour promozionale in Norvegia. Il 15 ottobre 1949 il velivolo decollò dall'aeroporto di Fornebu, a Oslo, per raggiungere Stavanger. Durante il volo l'aereo si schiantò, allo quota di 600 ft (183 m) e in condizioni di scarsa visibilità, contro una montagna vicino a Spagereid, Vest-Agder. 
Erano presenti a bordo il flight lieutnant D.G. McCall, un pilota prestato dalla Royal Air Force per la durata del tour promozionale, il signor Hugh Adams, ingegnere di volo, il signor George Puddicombe, rappresentante di vendita, e il signor O.R.B. Olsen, rappresentante della compagnia norvegese. Nonostante l'incidente il modello ottenne il certificato di aeronavigabilità due settimane dopo.

## Versioni
- SB.2 Sealand II: il secondo prototipo, mai completato come tale, divenuto il primo esemplare dei 4 di pre produzione (G-AKLM-G-AKLP).
- SB.7 Sealand III: versione con ali ad apertura maggiorata, un timone più largo e scafo rinforzato.[7]

## Utilizzatori

### Civili
Regno Unito
- Shell Petroleum
- Short Brothers

 Norvegia
- Vestlandske Luftfartsselskap (VLS) – due esemplari modificati, designati Srs 1M, trasformati in idrovolanti con la rimozione del carrello di atterraggio.

 Pakistan
- East Bengal Transport Commission

 Svezia
- Aero Nord Sweden

 Stati Uniti
- Christian & Missionary Alliance

 Jugoslavia
- JAT

### Militari
India
- Marina militare dell'India – 10 esemplari appartenenti alla Serie 1L , consegnati nel 1953, ed equipaggiati con propulsori Gipsy Queen 70-4, e doppi comandi.

 Arabia Saudita
- Al-Quwwat al-Jawwiyya al-Sa'udiyya – un aereo di seconda mano, Serie 1G, donato dall'Egitto alla RSAF.

 Jugoslavia
- Jugoslovensko ratno vazduhoplovstvo i protivvazdušna odbrana – due esemplari appartenenti alla Serie 1F originariamente acquistati dalla JAT, e poi trasferiti all'aviazione militare.

## Esemplari attualmente esistenti
Un velivolo indiano è esposto presso l'Indian Naval Aviation Museum di Vasco da Gama, Goa. Un Sealand ex jugoslavo (serial YAF 0062, c/n SH.1567, ex G-AKLS, ex YU-CFK) è conservato presso il Museo dell'Aeronautica di Belgrado.
Un terzo, matricola civile G-AKLW (originariamente acquistato dal ricco cliente egiziano di cui sopra) si trova presso l'Ulster Folk and Transport Museum a Cultra, Holywood, Irlanda del Nord.

## Cultura di massa
Lo Short Sealand è apparso nel romanzo di Russel T. Hitt Cannibal Valley pubblicato da Harper & Row Publishers, New York, nel 1962.

### Annotazioni
1. ↑  Fu pilotato da Albert Gerald Lewis, un ex asso canadese ed ex istruttore di volo della RCAF. Chiamato "The Gospel Messenger" l'aereo venne consegnato durante una cerimonia il 13 novembre 1953 presso la fabbrica di Belfast, raggiungendo la Nuova Guinea nel febbraio del 1954.

### Fonti
1. ↑  Barnes, James 1989, p. 438.
2. 1 2 3 4 5 6 7 8 9 10 11 12 13 14 15  Avionslegendaires.
3. 1 2 3 4  Muzejvazduhoplovstva.
4. 1 2  Aviastar.
5. 1 2  Aviation Safety Network.
6. ↑  Flight International, 20 ottobre 1949, pagina 520.
7. ↑  Barnes, James 1989, p. 433.